# Lista de universidades da Rússia
Esta é uma lista de universidades, faculdades e instituições de ensino superior da Rússia.
- Academia Zhukovsky de Engenharia da Força Aérea
- Escola Superior da Economia‎
- Instituto de Aviação de Moscou
- Instituto de Engenharia Eletrotécnica de Moscou
- Instituto de Filosofia, Literatura e História de Moscovo
- Instituto de Física e Tecnologia de Moscou‎
- Instituto de Física Lebedev
- Instituto Estatal de Relações Internacionais de Moscou
- Instituto Politécnico de Tomsk[2]
- Instituto Politécnico do Ural
- Moscow Technical University of Communications and Informatics
- Universidade Aeroespacial Estatal da Sibéria
- Universidade Comunista dos Trabalhadores do Oriente
- Universidade de São Petersburgo de Tecnologia da Informação, Mecânica e Ótica
- Universidade Electrotécnica Estadual de São Petersburgo
- Universidade Estadual de Novosibirsk
- Universidade Estadual de São Petersburgo de Tecnologia e Design Industrial
- Universidade Estadual do Bascortostão
- Universidade Estadual do Ural do Sul
- Universidade Estatal de Belgorod
- Universidade Estatal de Engenheiros de Caminhos de San Petersburgo
- Universidade Estatal de Kazan
- Universidade Estatal de Kursk
- Universidade Estatal de Moscovo
- Universidade Estatal de Novosibirsk
- Universidade Estatal de Oremburgo
- Universidade Estatal de Rostov
- Universidade Estatal de São Petersburgo‎
- Universidade Estatal de Tomsk[3]
- Universidade Federal da Crimeia
- Universidade Federal dos Urais[4]
- Universidade Médica Estatal de Kursk
- Universidade Nacional de Pesquisa Nuclear
- Universidade Politécnica de São Petersburgo
- Universidade Técnica Estatal Bauman de Moscou